# Battaglia di Pozzuolo del Friuli
La battaglia di Pozzuolo del Friuli fu una battaglia difensiva che si svolse durante la prima guerra mondiale tra il 29 e il 30 ottobre 1917 impegnando due brigate dell'esercito italiano che protessero la ritirata della 3ª Armata italiana dalle forze tedesche che cercavano di tagliarle la linea di ritirata dopo la rotta di Caporetto. Dopo due giorni di combattimento le forze italiane utilizzate nella battaglia erano quasi annientate, ma la 3ª Armata era riuscita a ritirarsi oltre il Tagliamento.

## Gli antefatti

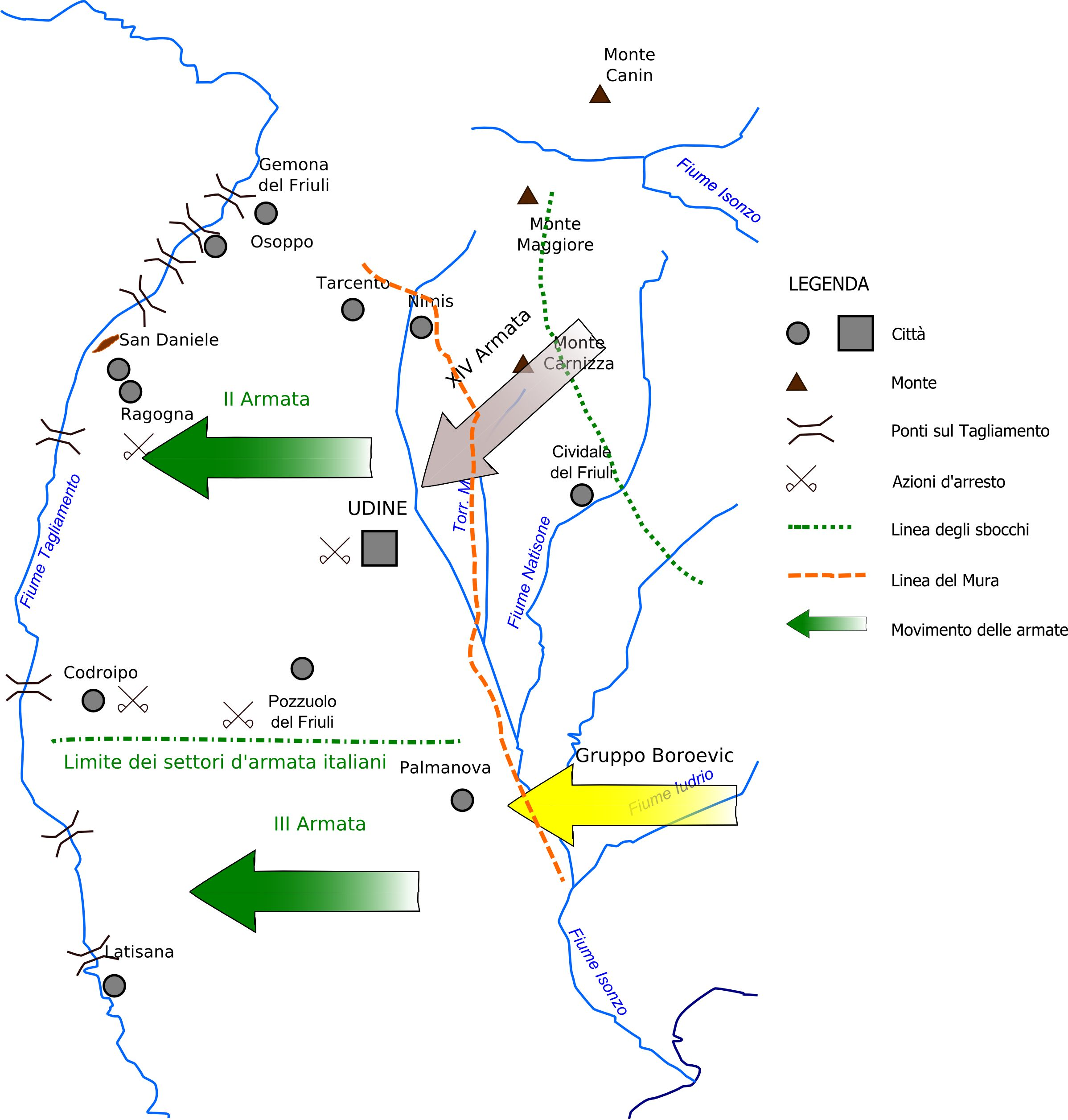
La ritirata delle armate italiane in Friuli.

In seguito alla rottura del fronte italiano a Caporetto la situazione della 3ª Armata italiana, schierata sul basso Isonzo, diventò critica, tanto che già il 25 ottobre Cadorna prese in considerazione la possibilità di ritirarla oltre il Tagliamento. Tuttavia il generale Montuori, comandante la 2ª Armata, schierata sull'alto Isonzo, dopo una serie di telefonate ai suoi comandanti di corpo, ritenne possibile una resistenza sulla "linea degli sbocchi", quindi, nella nottata, Cadorna ordinò alla 2ª Armata di resistere sulla linea proposta. Il giorno 26 anche la linea degli sbocchi fu sfondata, e solo nelle prime ore del 27 fu dato l'ordine di ritirata alla 2ª e alla 3ª Armata, perdendo così più di 24 preziosissime ore.
Mentre la 3ª Armata si ritirava utilizzando i ponti sul Tagliamento fra Codroipo e Latisana (i ponti più a nord erano destinati alla 2ª Armata) era pressata di fronte dal gruppo Boroevič (1. e 2. Isonzo Armee) che, comunque, non rappresentava un pericolo incombente, data la sua scarsa mobilità. Tuttavia il 28 ottobre alle 14 le forze tedesche entravano ad Udine, ed il comandante del 51º corpo d'armata, generale Hofacher propose di muovere, partendo da Udine, verso Latisana. Un'azione del genere avrebbe tagliato completamente la via di ritirata della 3ª armata, ma avrebbe diminuito la pressione austro-tedesca sui ponti della Delizia (presso Codroipo) e, ancora più grave dal punto di vista militare, avrebbe intasato le linee di rifornimento del gruppo Boroevič, quindi doveva essere autorizzata da von Below. L'azione, proposta alle 13 del 28 ottobre, fu autorizzata alle 22 dello stesso giorno, erano passate solo nove ore, e dodici ore dopo la proposta il gruppo Scotti (1ª divisione austro-ungarica e 5ª divisione tedesca), appoggiato dalla 117ª divisione tedesca, da Udine muoveva verso la foce del Tagliamento.
Intanto giorno 24 ottobre la 1ª divisione di cavalleria era stata richiamata al fronte ed il 29 fu messa a disposizione del VI Corpo d'armata, la 1ª brigata fu posta fra Udine e Codroipo a Pasian Schiavonesco, mentre la 2ª fu posta a sud di Udine a Pozzuolo del Friuli, mentre i due battaglioni di bersaglieri ciclisti furono inviati a est della 2ª brigata a Lumignacco. Il gruppo Scotti stava marciando direttamente sulle posizioni della 2ª brigata.

## La battaglia
La 2ª Brigata di cavalleria era al comando del generale Giorgio Emo Capodilista e comprendeva il Reggimento "Genova Cavalleria" (4º) (comandante colonnello Bellotti)  ed il Reggimento "Lancieri di Novara" (comandante colonnello Campari), ed aveva il compito inequivocabile di difendere ad ogni costo l'ala destra della 2ª Armata, dalla quale dipendevano il 2º Gruppo volo ed il 6º Gruppo caccia (che, a sua volta, copriva la ritirata della 3ª Armata dalla quale dipendevano il 1º Gruppo e il 5º Gruppo), compito che sottintendeva il sacrificio dei due reggimenti di cavalleria.
La 2ª brigata entrò a Pozzuolo del Friuli alle 17:30 del 29 ottobre ed i due reggimenti furono schierati ad est (Genova cavalleria) e ad ovest (Lancieri di Novara) dell'abitato. L'abitato stesso fu organizzato a difesa e furono inviate pattuglie verso nord e verso est. Una pattuglia venne coinvolta in combattimenti a Campoformido, essendo caduta in un'imboscata. A notte il generale Capodilista tenne il rapporto ufficiali che si dice concludesse con «Signori, questo deve essere il nostro camposanto». La notte del 30 ottobre, burrascosa e di pioggia ininterrotta, passò relativamente tranquilla.
Mentre la 2ª brigata si stava preparando alla difesa, la 1ª brigata, attaccata da forze nemiche preponderanti, era stata costretta a ritirarsi fino a Codroipo. Di fronte a questo fatto il comando della 2ª Armata ritenne, erroneamente, che la 14ª Armata nemica stesse marciando verso ovest, e decise un contrattacco contro quella che riteneva l'ala sinistra del nemico, contrattacco che avrebbe utilizzato Pozzuolo del Friuli come perno di manovra. A Pozzuolo del Friuli venne quindi avviata la Brigata "Bergamo" (25º e 26º reggimento di fanteria), che era all'ala destra delle forze che stavano contrattaccando.
All'alba del 30 ottobre, pattuglie del Genova cavalleria e dei Lancieri di Novara furono inviate in esplorazione e segnalarono la presenza di nuclei nemici, armati di numerose mitragliatrici, nella zona di Terenzano. Il primo contatto col nemico fu preso da due pattuglie del Genova cavalleria, a nord dell'abitato di Pozzuolo. Verso le 11:00, l'avanguardia della 117ª divisione tedesca, proveniente da Terenzano, effettuò il suo primo attacco in forze, ma venne respinta dalle mitragliatrici e dal 2º squadrone del Genova Cavalleria.
Verso le 12:00 l'attacco venne rinnovato con maggiori forze, ma fu ancora respinto, questa volta alla baionetta e un successivo tentativo di aggiramento da parte delle forze tedesche fu sventato con una carica del 4º squadrone dei Lancieri di Novara, comandato dal capitano Sezanne. Mentre si svolgevano questi combattimenti la Brigata "Bergamo" prese contatto con la cavalleria, dopo una marcia forzata di cinque ore sotto la pioggia battente. Il comandante della brigata (colonnello brigadiere Piero Balbi), dopo un colloquio con il generale Capodilista, in ossequio agli ordini ricevuti ed alle informazioni che aveva avuto dal comando di armata, fece proseguire i suoi uomini verso Carpeneto a nord ovest di Pozzuolo, tenendo in paese due battaglioni ed il suo comando.
Alle 14:00 i reparti della "Bergamo" a nord di Pozzuolo furono attaccati dalle forze della 5ª divisione tedesca. Contemporaneamente a Pozzuolo affluivano unità della 60ª divisione di fanteria austriaca, che, provenendo da est, affiancò la 117ª divisione; gli attacchi delle due divisioni vennero sostenuti dal Genova Cavalleria fino alle 16:30, quando le truppe austriache e tedesche riuscirono a superare la barricata che impediva l'accesso da Terenzano. In questi combattimenti il tenente Carlo Castelnuovo delle Lanze del Genova Cavalleria fu ferito a morte (MOVM). Ancora una volta il 4º squadrone dei Lancieri di Novara caricò i nemici per respingerli. Intervennero nella battaglia diversi civili che soccorsero i feriti o si sostituirono a loro sulle barricate, tuttavia, nonostante tutti gli sforzi dei cavalieri e della popolazione, alle 17:30 il nemico riuscì a piazzare alcune mitragliatrici nelle case del paese, rendendo insostenibile la posizione della brigata di cavalleria.
Dopo otto ore di combattimenti il generale Capodilista ordinò ai reggimenti di rimontare a cavallo e di ripiegare su Santa Maria di Sclaunicco; in testa ai reparti in ordine di combattimento alle 18:30 il generale raggiunse la località. Ultimo a lasciare Pozzuolo fu il 4º squadrone del Genova cavalleria, che, stretto da presso dal nemico, effettuò un'ultima carica, in cui fu quasi completamente annientato perdendo il comandante, capitano Ettore Laiolo (MOVM).
Il maggiore Sante Ghittoni del Genova cavalleria, ricevuto ordine di abbandonare il paese, ordinò ai suoi uomini di andarsene, e rimase a coprirne la ritirata una mitragliatrice; esaurite le munizioni, fu invitato ad arrendersi ma rispose ancora al fuoco con la pistola, finché, ferito, si uccise per evitare la cattura.
Intanto anche la Brigata "Bergamo" era costretta a ripiegare su Santa Maria di Sclaunicco, lasciando moltissimi caduti sul campo e prigionieri in mano al nemico, compreso il comando della brigata, catturato a Pozzuolo del Friuli. La resistenza nell'abitato cessò solo alle 19:00, dopo una difesa che lo stesso nemico riconobbe valorosa.
La 2ª brigata di cavalleria a Pozzuolo la mattina del 30 ottobre inquadrava nei suoi ranghi 968 uomini fra ufficiali, sottufficiali e truppa, alla sera ne rimanevano solamente 501, quindi fra morti e dispersi aveva perso quasi metà dei suoi effettivi. Le perdite complessive della Brigata "Bergamo" ammontarono a ben 80 ufficiali e circa 3500 dei suoi fanti. Un sacrificio immenso quello della valorosa Brigata “Bergamo” degno delle dure tradizioni della Fanteria italiana vera Regina delle battaglie che a fine guerra ebbe tutte le bandiere dei reggimenti combattenti decorate della Croce di cavaliere dell’Ordine Militare di Savoia (Nei duri cimenti della guerra, nella tormentata trincea o nell'aspra battaglia, conobbe ogni limite di sacrificio e di ardimento; audace e tenace, domò infaticabilmente i luoghi e le fortune, consacrando con sangue fecondo la romana virtù dei figli d'Italia.). 
Della lotta sostenuta dal II/25° e dal III/26°, tenaci nel resistere a Pozzuolo del Friuli al soverchiante urto avversario, è lasciato imperituro ricordo nella motivazione della medaglia d’argento concessa alle Bandiere di guerra dei due reggimenti.
L’onorevole comportamento dei reparti di cavalleria a Pozzuolo del Friuli valse comunque a riscattare l’arma dalle incertezze con cui il 24 maggio 1915 aveva esordito nella guerra allorché vi fu la mancata conquista dei ponti di Pieris da parte delle due colonne della 1ª divisione di Cavalleria, in marcia sin dall’alba di quel giorno avevano compiuto solo la metà dei circa 30 chilometri che separano Palmanova da Pieris; sicché gli austriaci avevano avuto modo e tempo di distruggere i ponti impedendo la prevista rapida avanzata delle fanterie italiane. Per tale insuccesso il 29 maggio 1915 il tenente generale Pirozzi era stato destituito dal comando della 1ª divisione di Cavalleria.

## Motivazione delle medaglie al valore e resoconti sui bollettini di guerra

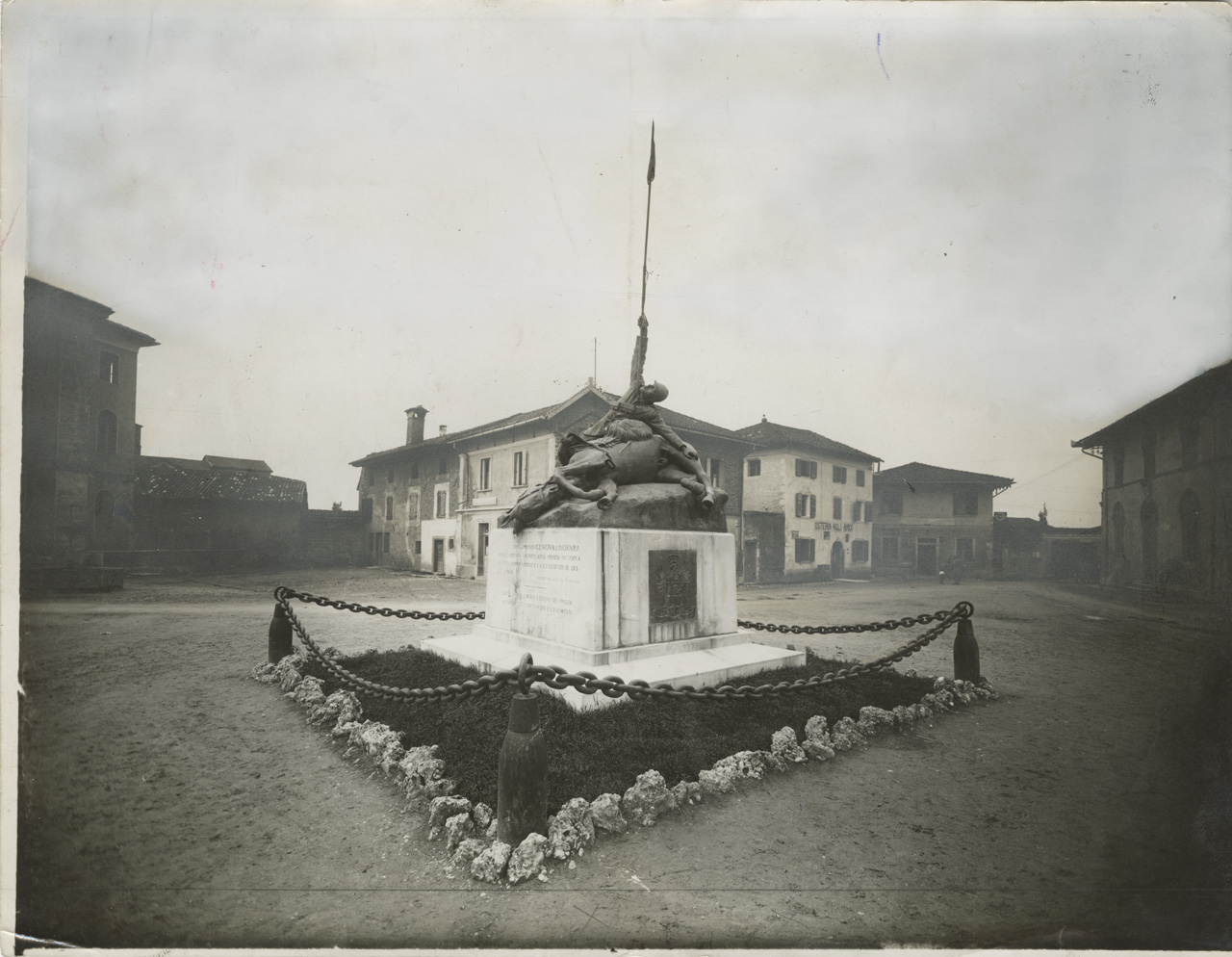
Monumento ai caduti, dei reggimenti Genova e Novara Cavalleria.

Furono proposte, per le azioni del 30 ottobre, ben 176 onorificenze. Fra queste fu concessa la medaglia d'argento agli stendardi del Genova Cavalleria e dei Lancieri di Novara. Il generale Emo Capodilista ebbe l'Ordine militare di Savoia, mentre il tenente Carlo Castelnuovo delle Lanze e il capitano Ettore Laiolo ebbero entrambi la Medaglia d'oro al valor militare alla memoria. Oltre a queste furono concesse, per i fatti della giornata, 48 medaglie d'argento, 43 medaglie di bronzo e 56 croci di guerra. Oltre alle onorificenze furono emessi 20 encomi solenni e 7 promozioni per meriti di guerra.
A questa battaglia è stata intitolata la Brigata di cavalleria "Pozzuolo del Friuli".

### Stendardi dei due reggimenti di cavalleria
Tagliamento. Costretti ad assestarsi a
Pozzuolo del Friuli, ne contesero il possesso all'avversario resistendo sul posto 24 ore, finché, isolati ed
accerchiati, si aprivano a sciabolate un varco tra le fanterie nemiche.»

### Bandiere di guerra dei due reggimenti di fanteria
Medaglia d'argento al valor militare

### Resoconti sui bollettini di guerra
(Dal bollettino di guerra del Regio Esercito, 1º novembre 1917, generale Luigi Cadorna)
(Dal bollettino di guerra dell'esercito tedesco, generale Erich Ludendorff)